# Ганский фунт
Ганский фунт (англ. Ghanaian pound) — денежная единица Ганы в 1958—1965 годах. Фунт = 20 шиллингов = 240 пенсов.

## История
4 марта 1957 года учреждён Банк Ганы, начавший операции 1 августа того же года. 14 июля 1958 года банк начал эмиссию национальной валюты — ганского фунта, который сменил в обращении западноафриканский фунт в соотношении 1:1. С 1 июля 1959 года ганский фунт стал единственным законным платёжным средством.
Золотое содержание ганского фунта было установлено одинаковым с золотым содержанием западноафриканского фунта и фунта стерлингов — 2,48828 г золота.
19 июля 1965 введена новая денежная единица — седи, состоящий из 100 песева. Обмен производился в соотношении: 8 шиллингов 4 пенса = 1 седи (то есть 2,4 седи за 1 фунт), 1 пенни = 1 песева.

## Монеты и банкноты
Выпускались монеты в 1/2, 1, 3, 6 пенсов и 1, 2 шиллинга. Была также выпущена памятная серебряная монета в 10 шиллингов. Банкноты выпускались номиналами в 10 шиллингов, 1, 5 и 1000 фунтов. Банкноты в 1000 фунтов применялись только при межбанковских расчётах.